# Entomobielzia getica
Entomobielzia getica är en mångfotingart som beskrevs av Ceuca 1964. Entomobielzia getica ingår i släktet Entomobielzia och familjen Entomobielziidae. Inga underarter finns listade i Catalogue of Life.